# Eucalyptus brevipes
Eucalyptus brevipes är en myrtenväxtart som beskrevs av Murray Ian Hill Brooker. Eucalyptus brevipes ingår i släktet Eucalyptus och familjen myrtenväxter. Inga underarter finns listade i Catalogue of Life.